# اکساالان، کارامان
اکساالان، کارامان (به لاتین: Akçaalan, Karaman) یک منطقهٔ مسکونی در ترکیه است که در استان قرامان واقع شده‌است.

## خصوصیات
اکساالان ۳۲۲ نفر جمعیت دارد و ۱٬۰۷۰ متر بالاتر از سطح دریا واقع شده‌است.